# Létavec stěhovavý
Létavec stěhovavý (Miniopterus schreibersii), uváděný také jako nedopír širokouchý, je netopýr náležící do čeledi létavcovití (Miniopteridae) a rodu létavec (Miniopterus). Druh popsal německý přírodovědec a zoolog Heinrich Kuhl. Podle starších zdrojů jde o široce rozšířený druh netopýra s mnoha poddruhy. Ve skutečnosti však zřejmě jde o komplex mnoha druhů – taxonomie je nevyjasněná a mnohdy zmatečná. Podle toho, zda je hodnocen celý druhový komplex (tj. všechny populace) či pouze druh v pravém slova smyslu (tj. jen specifická část druhového komplexu), se také odlišuje udávaný areál výskytu. V prvním případě zahrnuje obrovskou oblast táhnoucí se od Evropy přes Asii až po Oceánii a severní a subsaharskou Afriku, ve druhém případě pouze Evropu po Kavkaz, Malou Asii, Blízký východ a severní Afriku.
Létavec stěhovavý je středně velký druh netopýra. Měří 52 až 63 mm bez ocasu (ten dosahuje velikosti 50 až 60 mm), s 42 až 48 mm předloktím a rozměrnými křídly. Vyznačuje se klenutým čelem a dlouhými prsty. Může být zbarven různými barvami, jako odstíny šedé, hnědé a žluté, na břiše světleji. Živí se hmyzem, který vyhledává echolokací. Tento společenský druh hnízdí v jeskyních a tvoří velké kolonie, může žít společně také s jinými druhy netopýrů (zaznamenáni byli netopýr velký, hvízdavý a další druhy). Během roku dochází k přesunům na jiná stanoviště. Rozmnožování je sezónní a probíhá pravděpodobně jednou ročně. V mírném pásu byla u samic prokázána schopnost odložené nidace, kdy se samotná kopulace a oplodnění odehraje na podzim, avšak embryo se uchytí v děloze až příštího roku. Samici se rodí jedno až dvě mláďata, která jsou sedm až devět týdnů závislá na mateřském mléku.
V celém areálu rozšíření populace klesá. Nebezpečí pro létavce stěhovavého představuje například rušení ze strany lidí, ztráta a znečišťování přirozeného prostředí a další faktory. Dle Mezinárodního svazu ochrany přírody se jedná o zranitelný taxon.

## Taxonomie
Létavec stěhovavý je řazen do čeledi létavcovití (Miniopteridae) a rodu létavec (Miniopterus). Popsal jej Heinrich Kuhl roku 1817 a pojmenoval jej jako Vespertilio schreibersii. Jeho současný odborný název zní Miniopterus schreibersii a kromě původního názvu existuje několik vědeckých synonym: Miniopterus schreibersi, Vespertilio blepotis a Vespertilio eschscholtzii. V češtině je v některých zdrojích uváděn též pod názvem nedopír širokouchý. Pro létavce stěhovavého v užším slova smyslu (tj. bez populací z východní Asie a Oceánie, viz níže) byl roku 2010 navržen český název „létavec evropský”. Nejstarší fosilní nálezy pocházejí ze spodního pliocénu.
Vnitrodruhová taxonomie byla poměrně zmatečná, údaje z různých zdrojů proto mohou být ve vzájemném rozporu. Historicky byl Miniopterus schreibersii považován za téměř kosmopolitní druh netopýra s výskytem v Eurasii, Africe i Oceánii. Novější studie však ukazují, že se ve skutečnosti jedná o druhový komplex alopatricky rozšířených druhů. Ten se zdá navíc býti parafyletický, obsahuje tedy společného předka všech druhů, ale ne všechny jeho potomky. Označení Miniopterus schreibersii je v takovém případě používáno v užším smyslu pouze pro netopýry z Evropy, přední Asie a severozápadní Afriky.
Sborník Mammal Species of the World, 3. vydání z roku 2005, který zastává původní hypotézu jednoho druhu, uvádí následující poddruhy:
- Miniopterus schreibersii bassanii Cardinal & Christidis, 2000
- Miniopterus schreibersii blepotis (Temminck, 1840)
- Miniopterus schreibersii chinensis Thomas, 1908
- Miniopterus schreibersii dasythrix (Temminck, 1840)
- Miniopterus schreibersii eschscholtzii (Waterhouse, 1845)
- Miniopterus schreibersii fuliginosus (Hodgson, 1835)
- Miniopterus schreibersii haradai Maeda, 1982
- Miniopterus schreibersii japoniae Thomas, 1905
- Miniopterus schreibersii oceanensis Maeda, 1982
- Miniopterus schreibersii orianae Thomas, 1922
- Miniopterus schreibersii orsinii (Temminck, 1840)
- Miniopterus schreibersii parvipes G. M. Allen, 1923
- Miniopterus schreibersii pallidus Thomas, 1907
- Miniopterus schreibersii schreibersii (Kuhl, 1817)
- Miniopterus schreibersii smitianus Thomas, 1927
- Miniopterus schreibersii villiersi Aellen, 1956

Různé fylogenetické studie obvykle analyzovaly pouze část populací, na základě nichž docházelo k osamostatnění příslušných subspecií. Studie z roku 2004 (Tian & kol.), která se zabývala převážně východoasijskými a australsko-pacifickými populacemi, doporučila jejich vydělení od populací evropských. Podobné rozčlenění na tři samostatné druhy Miniopterus schreibersii, M. fuliginosus a M. oceanensis navrhl již dříve Maeda v 80. letech 20. století.
Za oddělený od M. schreibersii je pokládán i subsaharský druh M. natalensis, jakož i problematické formy dasythrix a smitianus. U poddruhu Miniopterus schreibersii villiersi, žijícího v západní Africe, dlouhodobě chyběla genetická data, proto byl veden jako poddruh létavce stěhovavého. Osamostatnění se dočkal teprve roku 2020 a podle všeho není s ostatními populacemi M. schreibersii blíže příbuzný, ačkoli jinak jsou tyto dva druhy morfologicky podobné. Roku 2014 byl popsán kryptický druh M. maghrebensis z Magrebu, sympatrický s místními populacemi M. schreibersii.
Konečně, mezi létavci z jihovýchodní Evropy a západní Malé Asie vůči východní Malé Asii se objevuje ostrý genetický zlom a obě tyto populace se pravděpodobně během doby ledové vyvíjely nezávisle na sobě v odlišných refugiích. Byl jim tudíž rovněž přiřknut samostatný druhový status (forma pallidus).
Genetickou výbavu létavce stěhovavého tvoří běžný diploidní karyotyp 2n = 46 chromozomů. Většinu z nich (17 párů) zahrnují akrocentrické autozómy.

## Výskyt

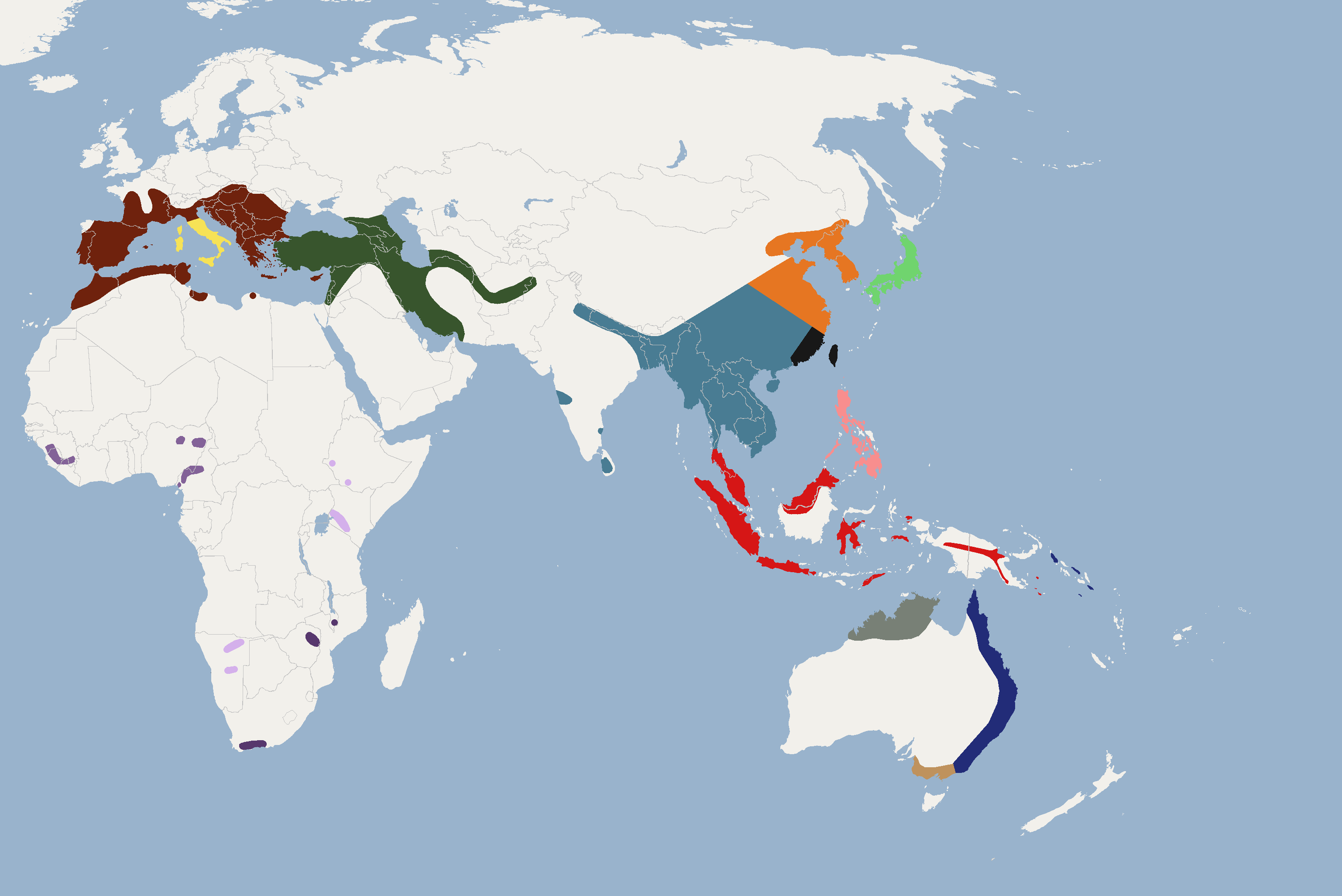
Rozšíření létavce stěhovavého jako druhového komplexu
M. s. schreibersii
M. s. bassanii
M. s. blepotis
M. s. chinensis
M. s. dasythrix
M. s. eschscholtzii
M. s. fuliginosus a M. s. haradai
M. s. japoniae
M. s. oceanensis
M. s. orianae
M. s. orsinii
M. s. pallidus (možný maloasijský druh/poddruh)
M. s. parvipes
M. s. smitianus
M. s. villiersi

Rozšíření druhu závisí na tom, zda pod označením Miniopterus schreibersii chápeme všechny populace (celý druhový komplex), nebo ve zúženém smyslu pouze populace z Evropy, přední Asie a severozápadní Afriky.
V prvním případě je Miniopterus schreibersii jedním z nejrozšířenějších savců světa, rozšířen skrze palearktickou, afrotropickou, orientální a australskou zoogeografickou oblast. Areál výskytu se táhne od střední a jižní po jihovýchodní Evropu, ostrůvkovitě do severní a subsaharské Afriky, poté skrze jižní, jihovýchodní a východní Asii včetně Japonska a Filipín až na sever a východ Austrálie, na Novou Guineu a Šalomounovy ostrovy. V Austrálii jsou uváděny tři možné poddruhy: severně žijící orianae, oceanensis z východních oblastí a bassanii z jižních částí států Jižní Austrálie a Victoria.
Při chápání druhu v užším smyslu je tento areál výskytu podstatně snížen. Mezinárodní svaz ochrany přírody uvádí, že se areál výskytu pohybuje od střední, jižní a jihozápadní Evropy přes státy západní a severní Afriky, jako jsou Maroko, Libye, Tunisko či Alžírsko, a pokračuje přes Blízký východ až ke Kavkazu. Nejseverněji žijící populace kopírují pomyslnou linii od středu Francie přes jih Německa, poté skrze Rakousko a Slovensko až po Zakarpatsko a Krym. V roce 2021 bylo publikováno pozorování létavce stěhovavého i z Polska. V Německu, Rakousku a na Ukrajině nicméně druh vymizel.
V Česku byl létavec stěhovavý poprvé nalezen v dubnu 2011 na území Hranické propasti na Moravě, z dřívějšího období pocházejí pouze fosilní nálezy. Úsilí vypátrat tento druh trvalo přes patnáct let. Jednalo se o mladého vyčerpaného samce, který zřejmě špatně zazimoval a v důsledku vyčerpání následně uhynul. Na sousedním Slovensku obývá létavec dvě oblasti na západě (Malé Karpaty) a východě (například Slovenský kras) státu. Výskyt létavců byl zjištěn i mezi těmito oblastmi, pravděpodobně se jednalo o migrující zvířata. Nejseverněji na Slovensku byl jeho výskyt zjištěn v jeskyni Aksamitka, ale od roku 1975 zde nebyli létavci pozorováni, nejsevernějším místem výskytu se tedy stala na několik desetiletí Muráňská planina. Roku 2014 však byl tento druh znovu v Aksamitce a dalších oblastech na severu Slovenska pozorován. Celkově se létavec stěhovavý vyskytuje asi na 7,9 % rozlohy Slovenska.

### Habitat
Létavec stěhovavý žije celoročně převážně v podzemí, obvykle v různých jeskyních či dolech, ale také v tunelech, zříceninách a jiných lidských stavbách. V době, kdy má mladé, dává přednost rozlehlým teplým jeskyním, v zimě pak hibernuje hlouběji v podzemí, kde je stálé mikroklima. Loví v otevřených či polootevřených oblastech, případně v blízkosti lidského osídlení.
K životu volí hlavně teplé areály, nejlépe v blízkosti lesů, ale nevadí mu ani sušší biotopy. Může obývat různorodá prostředí, v Africe byl zaznamenán například ve zdejších polopouštích či oblastech pokrytých sklerofylními rostlinami (rostliny vybavené kožovitými listy o tlustém a tvrdém povrchu), ale také v travnatých oblastech, proniká i do blízkosti lidských osídlení. Vyskytuje se až do nadmořské výšky 2600 metrů, ačkoli kupříkladu na Slovensku je preferovaná nadmořská výška nižší, nepřesahující 400 metrů.

## Popis

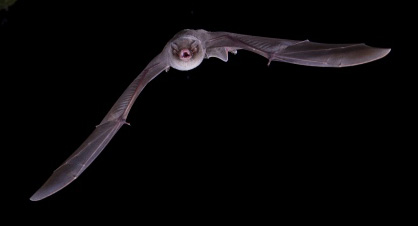
Letící jedinec

Létavec stěhovavý je středně velký druh netopýra štíhlého těla, na délku měří 5,2 až 6,3 cm bez ocasu. Poměrně dlouhý ocas pak dosahuje velikosti mezi 5 a 6 cm, předloktí měří 4,2 až 4,8 cm. Hmotnost tohoto druhu je odhadována na 10 až 17 g. Létavci stěhovavému se vyvinuly dlouhé prsty, přičemž druhá kost nejdelšího prstu je dokonce třikrát delší než první. Křídla jsou rozměrná, poměrně dlouhá, ale spíše užší. Jejich rozpětí činí 30,5 až 34,4 cm, v průměru 32,2 cm. Létavec stěhovavý může vyvinout rychlost dosahující až 70 km/h, a je tak nejrychlejším evropským netopýrem.

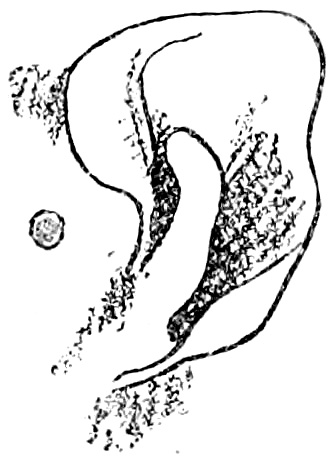
Tvar ušního boltce létavce stěhovavého

Hlava je kulatá a čelo klenuté, což je typický znak tohoto druhu. Z hlavy vyrůstají dvě krátké, asi 2,6 cm dlouhé uši, které mají trojúhelníkový tvar a nepřesahují profil hlavy. Mozkovna je vysoká, rostrum je v poměru k ní nízké a zploštělé. Největší délka lebky (GLS, vzdálenost od mezičelisti až po nejzadnější část lebky) činí 14,9 až 16,5 mm. Tragus (část vnějšího ucha) je viditelný. Čenich je krátký a listovitý, s drobnými dýchacími otvory. Létavci stěhovavému se nevyvinula pyjová kost ani epiblema.
Hedvábná a hustá srst je dlouhá 7 až 9 mm. Létavec je zbarven nevýrazně, například odstíny šedé, hnědé a žluté, na břiše světleji, přičemž přesný odstín závisí na poddruhu. Jednotlivé chlupy jsou u těla znatelně tmavší než na koncích. Kůže na křídlech je o něco tmavší než srst na zbytku těla. Zbarvením se jednotlivé druhy létavců obecně značně podobají a může docházet k záměnám.
Echolokace létavce stěhovavého je poměrně pravidelná. Výzkum populací v Řecku a Itálii ukázal, že tito netopýři vydávají zvuky o frekvenci 21,7 (± 1,7) až 49,5 (± 6,5) kHz. Ačkoliv se volání podobá echolokaci netopýra nejmenšího (Pipistrellus pygmaeus) či hvízdavého (Pipistrellus pipistrellus), obvykle lze na jejím základě tyto druhy odlišit. Kromě zaměřování kořisti a orientace využívají létavci stěhovaví ke vzájemné komunikaci tzv. sociální volání, jenž zřejmě nabývá významu v agonistických interakcích.

### Pohlavní dvojtvárnost

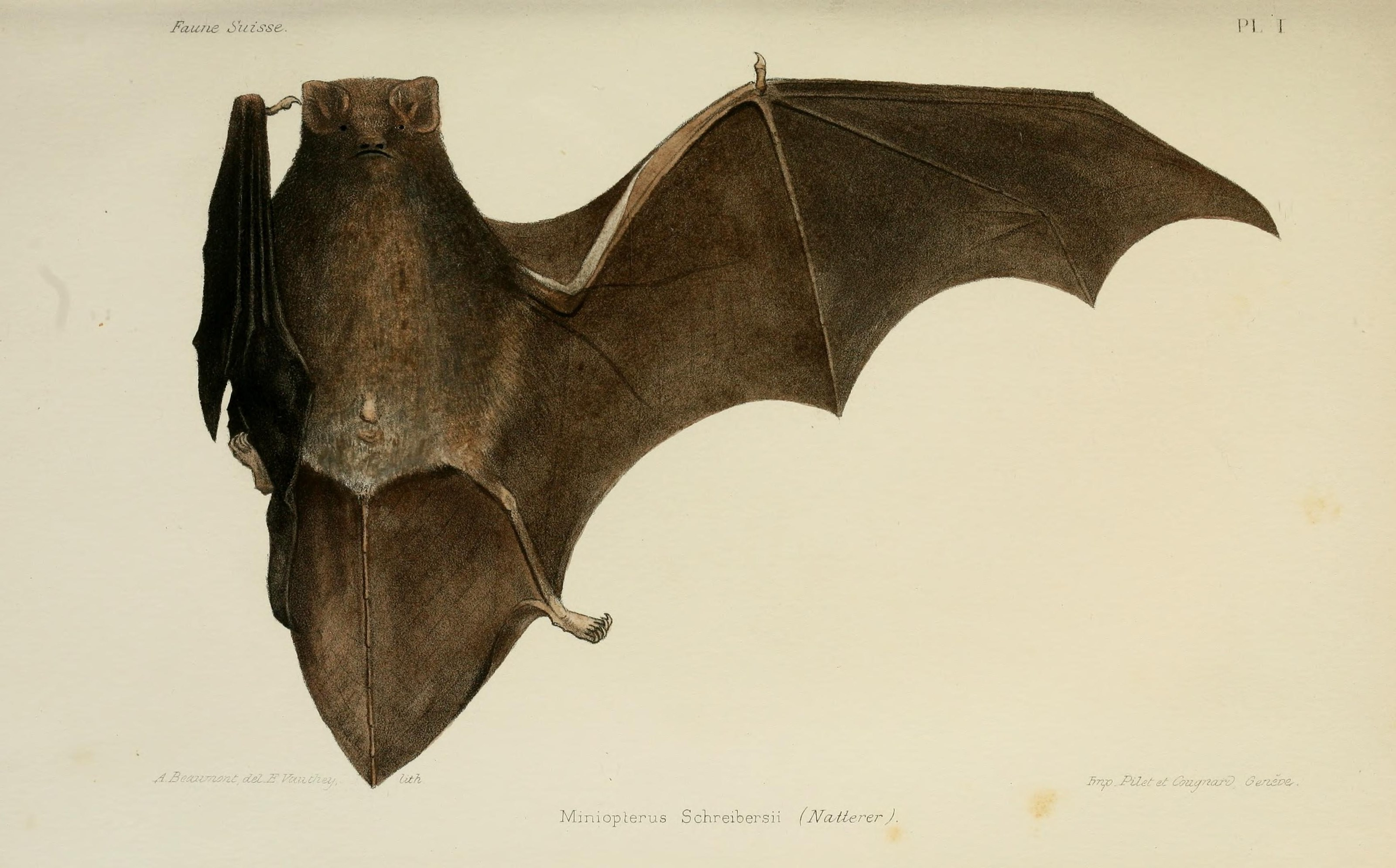
Na kresbě z roku 1869

I když se u létavce stěhovavého nevyvinula výrazná pohlavní dvojtvárnost, tedy samec a samice se od sebe navzájem příliš neodlišují, určité rozdíly mezi pohlavími nalézt lze. Roku 2014 publikovali čeští vědci Jan Šrámek a Petr Benda studii o pohlavní dvojtvárnosti létavců v severní Africe, západní Evropě (od Španělska po Itálii), východní Evropě, Levantě a východním Afghánistánu. Studovanými druhy a poddruhy byly létavec stěhovavý v Evropě, jeho možný poddruh pallidus v Turecku a Levantě, další možný poddruh fuliginosus ve východním Afghánistánu a létavec maghrebský (který byl od létavce stěhovavého odlišen teprve roku 2014 a jehož přesný vztah k létavci stěhovavému ještě není zcela ujasněn) v Maroku. Populace z Afghánistánu, Levanty a z východu Evropy vykazovaly větší pohlavní dvojtvárnost než zbylí zkoumaní jedinci. Na základě studie se zdá, že samci dosahují větší velikosti než samice, což je u netopýrů neobvyklé. U všech zkoumaných populací mimo východoevropských měřili samci více než samice. I této výjimce však odporuje studie Marcela Uhrina a kol. zkoumající slovenské populace, na základě ní jsou samci větší i na Slovensku. Vysvětlením by mohlo být, že východoevropský vzorek zkoumaný Šrámkem a Bendou obsahoval především létavce z Balkánu a pouze velmi malý počet jedinců ze Slovenska. Z toho se zdá, že ani slovenští létavci stěhovaví by se v tomto ohledu od populací v ostatních částech světa neměli lišit.
U západoevropských létavců byly samice ve všech rozměrech lebky mimo horní řady zubů menší než samci, kondylobazální délka (vzdálenost od začátku mezičelisti až po týlní hrboly) však byla podobná. Naopak u létavců východoevropských měly většinu rozměrů lebky větší samice, s výjimkou největší šířky na jařmových obloucích, výšky lebky a také vzdálenosti okraje čtvrtého třenového zubu od okraje třetí stoličky v horní i dolní řadě zubů. Nejvíce se pohlaví lišila v délce lebky, mírně pak v šířce mastoidního výběžku, v délce dolní čelisti a s tím spojené délce dolní zubní řady. Také u většiny charakteristik zubů byly hodnoty vyšší u samic, a to u 40 z 57. Výjimky tvořily zejména výšky jednotlivých zubů. Rovněž rozměry lebky samců z Levanty byly ve všech ohledech mimo vzdálenosti mezi první a třetí stoličkou větší, obzvláště pak v délce lebky a objemu mozkovny. Z celkových 57 charakteristik zubů vykazovali samci vyšší hodnoty u 38, z nichž nejvýraznější rozdíly byly u rozměrů špičáků. I u afghánských populací byli samci ve všech lebečních charakteristikách větší než samice; výjimku opět představovala řada stoliček M1 až M3. Největší rozdíly byly v kondylobazální délce, šířce rostra napříč horními špičáky a v celkové délce horní řady zubů. Mírně se lišila také celková délka lebky a délka dolní čelisti. Z 57 zkoumaných zubních rozměrů převyšovali samci samice u 42, nejvíce pak u výšek zubů, zejména u výšky dolního špičáku.
Důvody pohlavní dvojtvárnosti nejsou u létavce stěhovavého dostatečně prozkoumány. Patřit mezi ně může například odlišná doba, kdy jednotlivá pohlaví vyhledávají úkryty a shlukují se v koloniích. To je ovlivněno také klimatickými podmínkami, což může stát za odlišnými výsledky v různých geografických oblastech, včetně opačného poměru velikostí obou pohlaví u východoevropských (či spíše balkánských) populací. Za rozdíly v rozměrech zubů zase mohou být odlišné potravní strategie. Zejména významné rozdíly ve velikosti špičáků u afghánských populací naznačují, že se samci a samice mohou v důsledku vzájemné potravní konkurence zaměřovat na různě velkou kořist.

## Chování

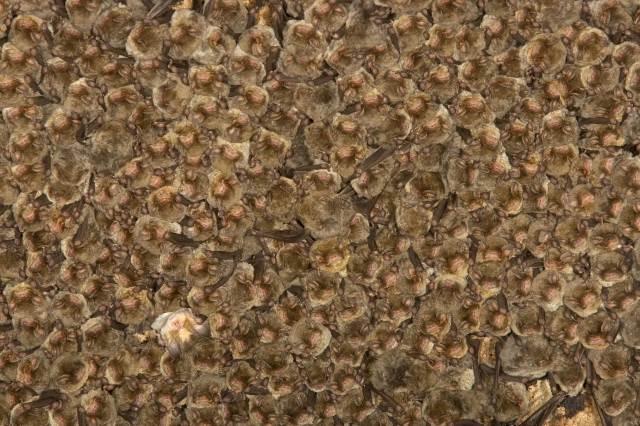
Kolonie létavců stěhovavých

Zmatečná systematika se odráží i v informacích o chování létavce stěhovavého, neboť řada etologických studií se soustředila na výzkum létavců, kteří jsou v současnosti pokládáni za samostatné druhy, a především starší zdroje tak mohou zahrnovat informace týkající se dnes již osamostatněných druhů. Následující sekce proto probírají spíše ekologii celého druhového komplexu, avšak s důrazem na evropské populace. 
Létavec stěhovavý je tvor s noční aktivitou, a proto tráví den ukrytý na stropech a stěnách jeskyní nebo v jiných podobných úkrytech. Je společenský, přičemž letní kolonii tvoří ve střední Evropě asi 100 až 1 000 létavců obojího pohlaví. Některé evropské kolonie, například ve Španělsku, Rumunsku a Srbsku, mohou výjimečně čítat 30 000 až 40 000 kusů. Některé zdroje uvádějí ještě větší čísla, například 200 000, či dokonce 300 000 exemplářů, což se však týká spíše australských populací. Při takovém počtu může jeden metr čtvereční zabrat až 2 000 netopýrů. Život ve větších skupinách totiž má své výhody; z Austrálie pochází záznam o kolonii možného poddruhu létavce stěhovavého, která čítala asi 3 000 jedinců, jejichž přítomnost zvýšila teplotu prostoru v jeskyni až o 8 °C. Druhy tvořící velké skupiny tedy mohou žít i v chladnějších jeskyních.
Létavec stěhovavý je však známý i pro soužití s jinými druhy netopýrů; zaznamenány byly např. rody Myotis (netopýr velký a východní) a Rhinolophus (vrápenci), koexistovat pak může i s netopýrem hvízdavým (Pipistrellus pipistrellus), což bylo zdokumentováno například v Drienovské jeskyni na Slovensku.
V chladných obdobích tento druh hibernuje, v Evropě od října do března. Tehdy tvoří skupiny od 10 do 1 000 exemplářů (střední Evropa), zcela výjimečně zimuje jednotlivě. K zimování využívá větší prostory, ideálně doplněné o přítomnost zdroje vody. Při hibernaci může jeho tělesná teplota klesnout až na 2 °C (zjištěno u australského „poddruhu“). Během roku létavec stěhovavý mění stanoviště. Na jaře migruje do severnějších oblastí, kde samice s mláďaty tvoří velké letní kolonie, kdežto samci se rozptýlí. Do mateřských kolonií se samice mohou slétat z mnohasetkilometrových vzdáleností. Ve Francii byli pozorováni létavci, kteří urazili okolo 550 km, rekordní zaznamenaná délka migrace u evropských populací činila 833 km. Australští létavci evropské populace překonávají, jejich rekordní migrace mohou překračovat 1 300 km. Obvykle je však migrace těchto netopýrů dlouhá asi 100 km. Evropské a středomořské populace se navzdory českému názvu létavce stěhovavého svou délkou migrace nijak výrazně neodlišují od jiných místních netopýrů. Při migracích tvoří létavec stěhovavý přechodné kolonie, čítající pro střední Evropu 10 až 50 jedinců. Jedinci z některých regionů, jako je například Alžírsko, však zůstávají celoročně v jedné oblasti.
Migrace mají také dopad na genetickou strukturu druhu; mezi jednotlivými populacemi druhu nejsou z tohoto důvodu velké genetické rozdíly. Studie vydaná roku 2009 (Pereira & kol.) zkoumala tuto vlastnost u létavců stěhovavých. Vyšla najevo věc typická pro velké množství savců: samice jsou filopatrické, věrné domovskému území, a samci zajišťují genový tok. Jedinci ze zimovišť, kam se slétají z různých území, jsou také geneticky variabilnější než létavci z mateřských kolonií.

### Potrava

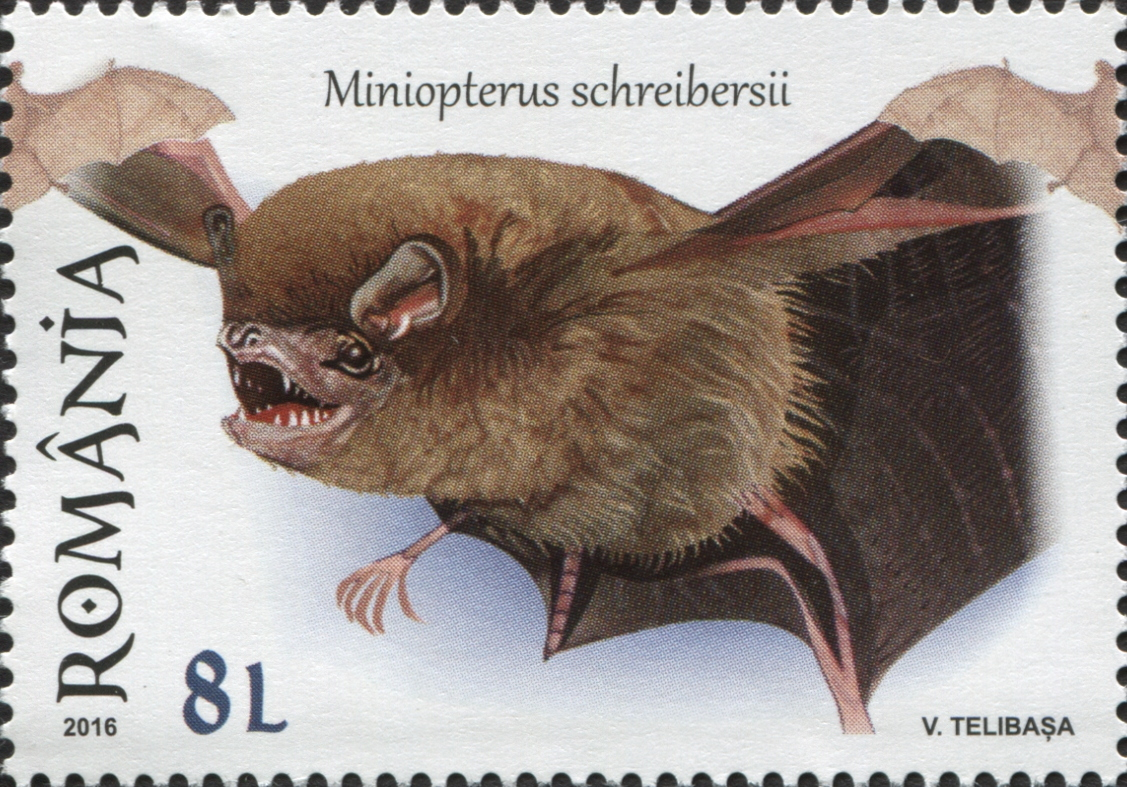
Na rumunské poštovní známce

Létavec stěhovavý je hmyzožravým druhem. Loví převážně v otevřeném terénu (avšak v blízkosti porostů) maximálně dvacet metrů nad zemí. Svou kořist vyhledá echolokací a uchvátí rychlým letem. Během noci podniká dva až tři lovy a pokaždé může zkonzumovat potravu až o čtvrtině jeho váhy (data z Austrálie). Kořistí se mohou stát různí brouci, noční motýli i dvoukřídlý hmyz, jako jsou komáři.
Skladba jeho potravy byla zkoumána například ve Slovinsku na základě výkalů a výsledky byly shrnuty ve studii z roku 2013 (Presetnik & Aulagnier). Z ní vyplynulo, že místní létavci se orientovali na létající kořist o velikosti křídla mezi 2 a 18 mm. Živili se především zástupci řádu motýlů (Lepidoptera); ti tvořili téměř 79 % jejich stravy (podobná potravní preference byla zaznamenána také v některých částech Itálie či Francie), přičemž zaznamenáno bylo i nepatrné množství motýlích housenek. Dále se živili též zástupci síťokřídlých (Neuroptera), především pak zlatoočkovitými (Chrysopidae), kteří tvořili přes 9 % jídelníčku. Významněji zastoupeni byli také dvoukřídlí (Diptera, 7,4 % stravy), chrostíci (Trichoptera, 2,2 %) a brouci (Coleoptera, 1,4 %). Živili se také jinými zástupci bezobratlých, například pavoukovci (například klíšťatovci). Klíšťata a jiné roztoče nicméně tento druh nevyhledává a pozřel je pravděpodobně během čištění křídel a srsti.
Studie ohledně potravních preferencí netopýrů proběhla také v Turecku a létavec stěhovavý byl mezi dvaceti šesti zkoumanými druhy. Studie ukázala, že zde nebyl tolik potravně vyhraněn a živil se různými druhy, nejčastěji brouky (30 %), poté cvrčkovitými (Gryllidae, 25 %), teprve potom motýly (24,5 %), polokřídlými (Hemiptera, 20 %) a zbytek jídelníčku – nejmenší část o 0,5 %, tvořily blechy (Aphaniptera).
V jídelníčku létavce stěhovavého se nacházejí také někteří zahradní a zemědělští škůdci, jejichž lovením je prospěšný pro člověka.

### Rozmnožování
Létavec stěhovavý je polygamní a jeden samec se páří s více samicemi. Rozmnožování tohoto druhu je sezónní a nastává pravděpodobně jednou ročně, přičemž samice asi mohou odložit porod na období s příhodnými podmínkami. V takovém případě si obyčejně volí chladnější úkryty, neboť nižší teplota může zpomalovat vývoj zárodku. Samice tvoří mateřské kolonie. V mírném pásu byla u samic prokázána schopnost odložené nidace, kdy se samotná kopulace a oplodnění odehraje na podzim, avšak embryo se uchytí v děloze až v následujícím roce.
V Evropě probíhá rozmnožování na podzim. Podle průzkumu na Slovensku jsou samice březí v květnu a mláďata rodí mezi červnem a červencem. V Alžírsku se netopýři rodí během dubna až června. Celková doba březosti činí v případě odložené nidace asi 240 dní, pravá březost od implantace 115 až 130 dní.
Samici se rodí jedno až dvě mláďata (běžnější jsou však pouze jedináčci), která jsou sedm až devět týdnů závislá na mateřském mléku. Samice mohou ukládat do jedné společné skupiny. Za den malí netopýři vyrostou asi o 0,7 mm a přiberou 0,3 g. Během růstu hrozí mláďatům smrtelné úrazy při pádu ze stropů jeskyní. Létat se naučí teprve asi za 28 až 35 dní od narození (australské populace). Pohlavní dospělosti dosahují v jednom roce. Podle výzkumu možného poddruhu v Austrálii se létavec stěhovavý dožívá okolo patnácti let, přičemž nejvyšší zaznamenaný věk činil 22 let.

### Predátoři, parazité, nemoci, úmrtnost
Nebezpečí pro létavce stěhovavého mohou představovat sovy. V Alžírsku byly ostatky netopýrů nalezeny ve vývržku některého zdejšího sovího druhu a například na Slovensku se může stát vzácnou kořistí puštíka obecného (Strix aluco).
Byli zaznamenáni také někteří parazité. Z vnějších parazitů byli u něj objeveni zástupci muchulovitých (rody Nycteribia, Penicillidia a Penicillidia parazitující jak v Evropě, tak kupříkladu v Africe), různé druhy klíšťat, jako klíšťák netopýří (Carios vespertilionis), či zástupci čeledí čmelíkovcovití (Macronyssidae) nebo trudníkovcovití (Myobiidae). Vnitřními parazity jsou například motolice (Trematoda) a hlístice (Nematoda), mezi nimi druhy Parabascus lepidotus, Mesotretes peregrinus a další.
Na počátku 21. století zahynulo v jižní Francii a blízkých státech až 65 % populace létavců stěhovavých, u kterých byl následně objeven herpes virus; přesná příčina masového úhynu však nebyla plně objasněna a je možné, že úmrtnost představuje spíše výsledek špatného počasí.
Létavec stěhovavý může být nositelem západokavkazského netopýřího viru, což je jeden ze skupiny lyssavirů, které způsobují vzteklinu. Občas je zaznamenán také virus evropské netopýří vztekliny typu 1 a ve Španělsku byl u něj nalezen také nový Lleida bat lyssavirus. Kromě těchto původců vztekliny byly u létavce stěhovavého, resp. létavců obecně zaznamenány ještě flebovirus (Phlebovirus), virus japonské encefalitidy, jeden druh mischiviru či Miniopterus schreibersii papillomavirus 1 a 2.

## Ohrožení
Mezinárodní svaz ochrany přírody (IUCN) ve svém posledním vyhodnocení z roku 2020 hodnotí létavce stěhovavého jako zranitelný druh, podle předchozího hodnocení byl považován za druh téměř ohrožený. IUCN hodnotí Miniopterus schreibersii v užším smyslu, přičemž na druh od roku 2020 povýšila populaci Miniopterus schreibersii pallidus. Podle IUCN globální populace poklesly za posledních 16,5 let o nejméně 30 %. Populační trendy se však v různých částech areálu liší. Zatímco v severních částech areálu výskytu stavy populací silně poklesly, přičemž v Německu a na Ukrajině je druh pokládán dokonce za vyhynulý, relativně prosperuje na většině území jihovýchodní Evropy a v Turecku. Ohrožené se nezdají být ani severoafrické populace.

Létavec stěhovavý je ohrožen především rušením ze strany lidí, které je nejnebezpečnější hlavně u březích jedinců a může vést až k zániku populace. Zvláště během zimy, kdy létavci hibernují, zrychluje stres způsobený přítomností lidí jejich metabolické děje, čímž ztrácejí svůj tělesný tuk potřebný pro přežití chladného počasí. V tomto ohledu je tedy pro ně velkým nebezpečím zejména turistický provoz v jeskyních. Kromě toho jsou rovněž citliví na jakékoliv překážky v přístupu ke svému hnízdišti. Je možné, že za dočasným vymizením létavců stěhovavých ve slovenské jeskyni Aksamitka, kde nebyli pozorováni od roku 1978 do roku 2014, byly mříže ve vstupu do jeskyně. IUCN za další hrozby pokládá i ztrátu přirozeného prostředí, nadměrné využívání chemických postřiků proti škůdcům a problematická jsou i nevysvětlená hromadná úmrtí, jež zasáhlá především kolonie z jihozápadní Evropy.

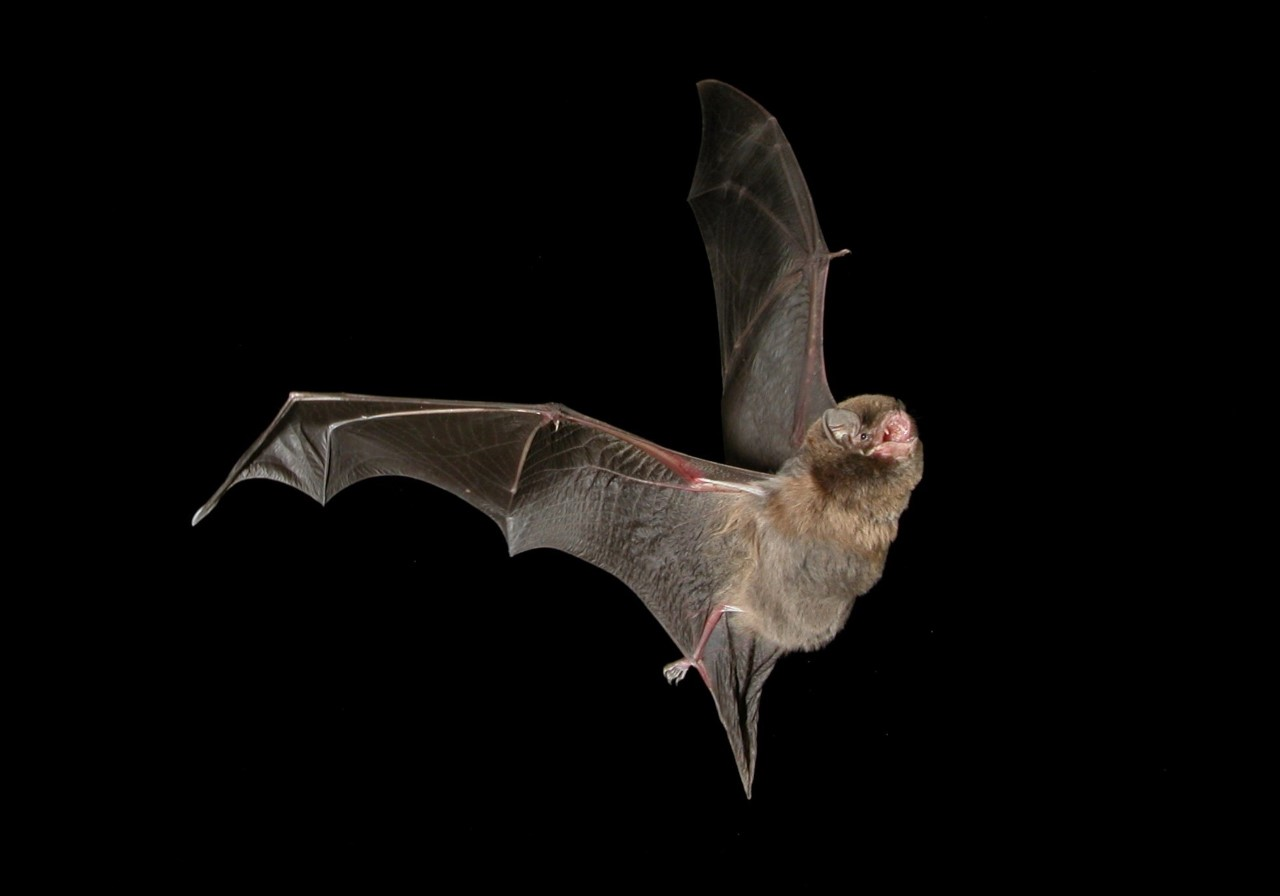
Jedinec možného australského poddruhu bassanii v letu

Vyjma evropských populací klesají i počty jiných (pod)druhů. Významně klesly např. počty jedinců možného australského poddruhu M. s. bassanii. Během padesátých let 20. století bylo v jeskyni Naracoorte, kde se většina netopýrů shromažďovala, zjištěno asi 200 000 létavců; roku 1967 zde však následkem epidemie a sucha zbylo jen kolem 60 000 exemplářů. Přestože se později zdálo, že populace opět vzrostla na původní velikost (odhad z roku 2000 hovořil asi o 65 000 kusech), bylo roku 2001 přesnějšími metodami zjištěno, že zde zbylo už jen 35 000 jedinců a tento počet klesl do roku 2009 dokonce na 20 000. Pozdější ještě více zdokonalený monitorovací program pak zaznamenal v době rozmnožování optimističtější počty 25 000–37 000 jedinců, ovšem není jisté, zda je to známka lepšícího se stavu, nebo spíše výsledek přesnějších technik. V Austrálii se kromě ztráty přirozeného prostředí a lidských zásahů do ekosystémů na úbytku netopýrů podílejí i nepůvodní druhy predátorů a klimatické změny; sucho v listopadu a prosinci 2006 vyústilo ve smrt 500 mláďat poddruhu bassanii.
V Úmluvě o mezinárodním obchodu s ohroženými druhy volně žijících živočichů a rostlin není létavec stěhovavý uveden, chrání jej však Bonnská úmluva, resp. Dohoda o ochraně populací evropských netopýrů (EUROBATS), Úmluva o ochraně evropských planě rostoucích rostlin, volně žijících živočichů a přírodních stanovišť, evropská Směrnice o ochraně stanovišť. V řadě zemí Evropy je považován za chráněný druh, ochrany se možným poddruhům dostává také v Austrálii a zemích bývalého Sovětského svazu.
Mezi ochranné akce se řadí například upravení jeskyní do vhodné podoby, obnova a ochrana populací, snaha o hospodaření šetrné k netopýrům, vzdělávání veřejnosti a další monitoring druhu, mající zjistit více informací o reprodukci či osvětlit hromadná úmrtí.